# Fritz Fleer

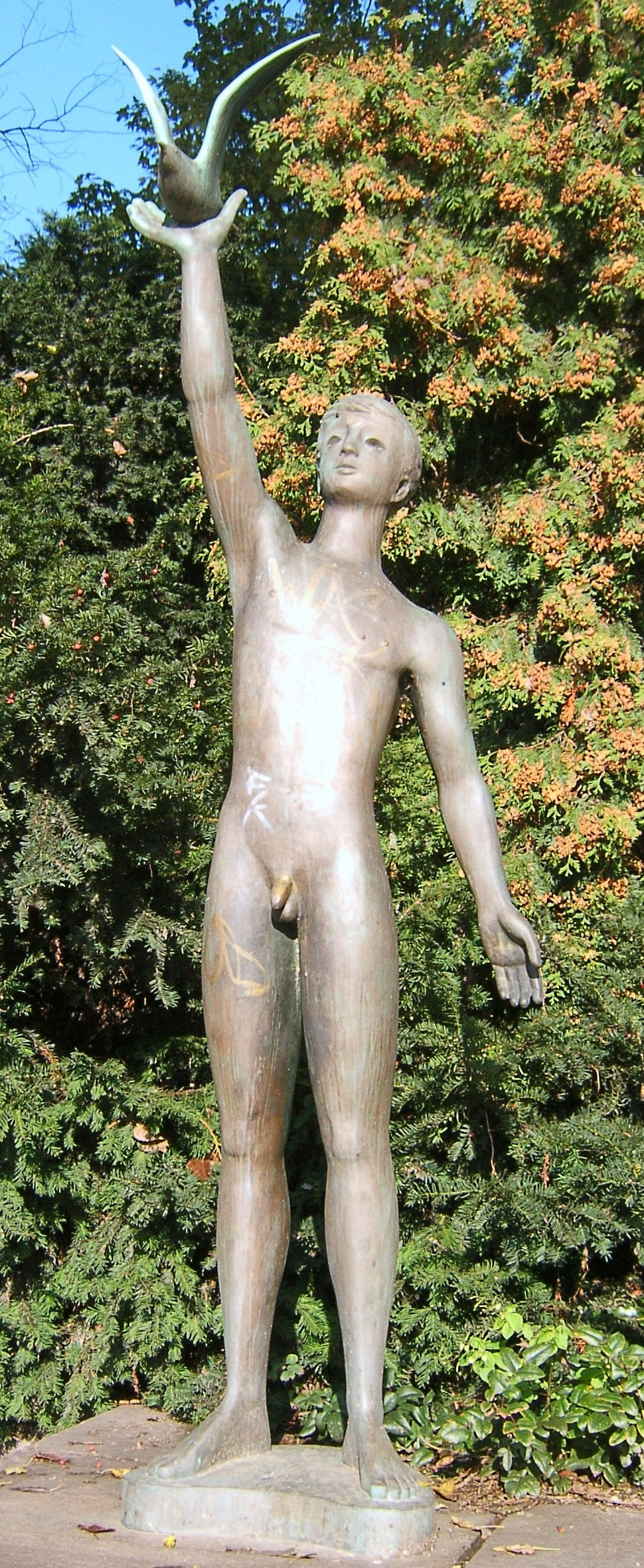
Jüngling mit Möwe (1955) Hamburg, an der Kennedybrücke

Fritz Franz Max Fleer (* 21. November 1921 in Berlin; † 6. Juni 1997 in Hamburg) war ein deutscher Bildhauer. Er schuf überwiegend Bronzeplastiken für den öffentlichen Raum und sakrale Kunst, die vor allem in Hamburg und im norddeutschen Raum verbreitet sind.

## Biografie
1940 legte Fritz Fleer das Abitur ab, das Kriegsende 1945 verbrachte er als Marinesoldat in Norwegen. Fleer studierte von 1946 bis 1950 an der Hamburger Landeskunstschule – der späteren Hochschule für bildende Künste Hamburg (HFBK) – in der Bildhauerklasse von Edwin Scharff; die spätere Bildhauerin Ursula Querner (1921–1969) gehörte zu seinen Kommilitonen.
In den Jahren 1948 bis 1952 betrieb Fleer gemeinsam mit Heinz Pisulla in Hamburg eine Bronzegusswerkstatt. Als freischaffender Künstler schuf er ab 1950 Arbeiten für den Städtebau („Kunst am Bau“); in Hamburg erhielt er vom städtischen Wohnungsunternehmen SAGA Aufträge für 17 Plastiken und Skulpturen. Des Weiteren war er tätig als Schöpfer sakraler Metall-Skulpturen. Fleer wurde im Jahr 1966 mit dem Edwin-Scharff-Preis ausgezeichnet.
Verheiratet war er mit der Fotografin Erika Fleer (1923–2017), aus der Ehe gingen drei Kinder hervor. Zuletzt lebte das Ehepaar in dem 1962 nach Plänen des Architekten Otto Andersen errichteten Wohnhaus und Atelier Alsterhöhe 10 in Hamburg-Wohldorf, die im Frühjahr 2021 unter Denkmalschutz gestellt wurden. Fritz Fleer wurde am 19. Juni 1997 auf dem Friedhof Wohldorf (Grablage Xc 96) beigesetzt.

## Werke (Auswahl)
Arbeiten im öffentlichen Raum
- 1955: Jüngling mit Möwe, Bronzeplastik an der Kennedybrücke zwischen Binnen- und Außenalster, Hamburg
- 1956: Großer Speerträger, Grindelhochhäuser, Hamburg-Harvestehude
- 1958: Stehender Jüngling, Museumsplatz, Hamburg-Harburg
- 1963/1964: Zwei Granitbrunnen in Schiffsform, vor dem Rechtshaus der Universität Hamburg, Schlüterstraße 28, Hamburg-Rotherbaum[4]
- 1964: Großer Sitzender, Skulpturenpark Schloss Gottorf, Schleswig
- 1965: Schreitender, Grünanlage Langenhorner Chaussee 389 in Hamburg-Langenhorn
- 1965: Großer Hirte, Seniorenanlage Hospital zum Heiligen Geist in Hamburg-Poppenbüttel
- 1966: Großer Stehender, vor Polizeikommissariat 42, Hamburg-Billstedt (ursprünglich vor U-Bahnhof Rauhes Haus)
- 1968: Buxtehuder Bürgerbrunnen („Has'-und-Igel-Brunnen“ genannt), Buxtehude
- 1968: Abendlied, Bronzeplastik in Hamburg-Bergstedt
- 1973: Christus, Bronzeplastik in Hamburg-Volksdorf
- 1977: Jüngling mit Taube, Gartenanlage Am Schulwald 8 in Hamburg-Langenhorn[5]
- 1979: Dietrich-Bonhoeffer-Denkmal, Bronzeplastik bei der Hauptkirche St. Petri in Hamburg-Altstadt

Sakrale Kunst
- 1953: Kruzifix und Meditationstafel-Relief, Osterleuchter (1969), Christophoruskirche in Hamburg-Hummelsbüttel
- 1963: Tür „Ecce Homo – sehet, welch ein Mensch“ an der Hauptkirche Sankt Katharinen (Hamburg)
- 1964: Kanzelreliefs, St. Nikolai in Hamburg-Harvestehude
- 1969: Osterleuchter, Christophoruskirche in Hamburg-Hummelsbüttel
- 1970: Christus und Thomas, Bronzerelief, St.-Thomas-Kirche (Helmstedt)
- 1965: Christus mit der Krone, Taufbecken und Apostelleuchter, Petrikirche Hannover-Kleefeld
- 1984: Altarkreuz, Hauptkirche St. Jacobi
- 1985: Nikolaus-Tür St. Nikolai in Hamburg-Harvestehude
- Altarinsel mit Taufbecken, Ambos und Kreuz, St.-Lukas-Kirche Braunschweig
- Türrelief, Kapelle Ev. Friedhof Garstedt, Norderstedt
- Kreuzweg, 14 Bronzereliefs im  Kleinen Michel
- Taufstein, Erlöserkirche (Hamburg-Borgfelde)
- Altarkreuz, Dreifaltigkeitskirche (Hamburg-Hamm)
- Altarkreuz und Bronzeportal der Bethlehemkirche Eimsbüttel, Hamburg[6]
- Altarkreuze und -leuchter, St. Andreas, Hamburg-Harvestehude
- Altarretabel Abendmahl, St. Johanneskirche, Ahrensburg, 1960